# Republikánský princip (Německo)
Republikánský princip, princip republiky, v originálu Republikprinzip je podle článku 20, odst. 1 německé ústavy jedním ze základních znaků státní formy Německa.  Klauzule nezměnitelnosti zakotvená v článku 79, odst. 3 pak stanoví, že tento státní znak nemůže být změněn ani zrušen, a že je tedy Německo na věky republikou.

## Pojetí pojmu republika v německém státním právu
V první řadě se v případě německého státního práva republikou myslí protiklad  monarchie, tedy jak vyplývá ze závaznosti republikánského principu to, že Německo nesmí mít dědičnou hlavu státu, a to ani kdyby se jednalo o formálního představitele konstituční monarchie.
Vedle tohoto formálního pojetí je republika chápána i jako protiklad jakéhokoliv autoritativního státu. Republika je v tomto smyslu synonymem pojmu Svobodný stát, jak se označovaly některé spolkové země ve svých zemských ústavách za Výmarské republiky a jak se podle zemské ústavy z roku 1946 nazývá Bavorsko a po sjednocení Německa opět i Sasko a Durynsko

## Vázanost spolkových zemí
Podle článku 28, odst. 1 ústavy musí pak být republikánský princip uplatněn i v jednotlivých spolkových zemích.